# نبرد رباط‌کریم
نبرد رباط کریم، (به روایتی ۵ دی ۱۲۹۴ خورشیدی، ۲۷ دسامبر ۱۹۱۵ میلادی، ۱۹ صفر ۱۳۳۴ قمری) نبردی از جانب مردم بود که در اطراف رباط کریم (در نزدیکی تهران) در جریان جنگ جهانی اول به فرماندهی حیدر لطیفیان علیه اشغال ایران توسط نیروهای روس، ایجاد شد. این رخداد بر اساس تطابق تاریخی، در شب اربعین حسینی اتفاق افتاد. اگرچه نتیجه اولیه این نبرد پیروزی روس‌ها بود، اما در هدف بزرگتر، با انجام این نبرد، ایران در طول جنگ جهانی اول حفظ شد و هرگز مستعمره هیچ کشوری نشد.

## پیش زمینه

### قبل از جنگ جهانی اول
منافع خارجی در ایران اساساً مبتنی بر موقعیت استراتژیک این کشور بین هند بریتانیا، روسیه امپراتوری، افغانستان و امپراتوری عثمانی و همچنین ذخایر نفتی این کشور بود که برای اولین بار در ۲۶ می ۱۹۰۸ کشف شد.
در معاهده انگلیس و روسیه در سال ۱۹۰۷، دولت‌های روسیه و انگلیس توافق کردند که ایران را به سه منطقه تقسیم کنند، به‌طوری که روس‌ها ادعای مالکیت شمال ایران را داشتند، بخشی که در مجاورت سرزمین‌های قبلاً فتح شده آنها در ماوراءالنهر بود و انگلیسی‌ها مدعی جنوب شدند. با هند بریتانیا هم‌مرز بود (منطقه سوم به عنوان منطقه حائل باقی مانده بود). معاهده ۱۹۰۷ چندین دهه از بازی بزرگ بین روس‌ها و انگلیس را پایان داد. این معاهده در زمانی امضا شد که توسعه امپراتوری آلمان به منطقه در حال انجام بود و این قرارداد با ارائه وزنه‌ای برای افزایش نفوذ منطقه‌ای آلمان و گسترش احتمالی آینده در منطقه، به خدمت روسیه و بریتانیا بود.

### آغاز جنگ جهانی اول
روسیه در آن زمان همسایه شمالی ایران بود و در دوره قاجار جنگ‌های زیادی با ایران داشت. نیروهای انگلیسی در جنوب و جنوب شرق ایران با تصرف بخشهایی از خاک ایران به بهانه حفظ منافع ایرانیان باعث نارضایتی ایرانیان شده بودند. در طول جنگ جهانی اول، علیرغم اعلام رسمی بی‌طرفی ایران، دو کشور انگلیس و روسیه به دلیل عدم اعتماد باعث نقض حاکمیت ارضی شدند. با وجود این، کشور به سرعت تحت تأثیر رقابت پیش از جنگ بین متفقین و قدرت‌های مرکزی قرار گرفت.

## منطقه نبرد
یکی از دلایل اصلی شکل‌گیری نبرد رباط کریم قرار گرفتن این شهر در مسیر جاده ابریشم و زیارت خراسان به بغداد و از سوی دیگر پس از انتخاب تهران توسط آقا محمد خان قاجار به عنوان پایتخت می‌باشد. و ساخت و آبادانی آن را تشویق کرد. تهران مرکز امور دولتی و دولتی شد، رفت و آمد مردم برای رفع نیاز و انجام امور اداری از نقاط مختلف کشور به تهران افزایش یافت و مردم مناطق جنوب ایران، کاروان‌ها، بازرگانان و واحدهای نظامی مجبور به عزیمت شدند. از رباط کریم که در جاده ساوه به تهران است. درست بود که از آنجا می‌گذشتند که کم‌کم مهاجرانی را از شهرهای مختلف به رباط کریم جذب کرد.

## رخدادها
وقتی قشون روس پس از امضاء قرارداد سری ۱۹۱۵ با انگلیس با بهانه هائی نظیر حفظ امنیت سفارتخانه در ایام محرم، به سمت تهران در حال پیش روی بود، مستوفی الممالک تحت تأثیر پاره ای از ملیون و به تبعیت از وکلای دموکرات و رجال شاخص نظیر مرحوم مدرس، معتقد بود که برای ریشه کن کردن نفوذ روس و انگلیس و خلاصی از چنبره آنان باید در این بحبوحه جنگ به عثمانی و آلمان متوسل شد زیرا آنها سابقه استعماری کمتری در ایران دارند. ضمن آنکه آنها را فاتح نهائی جنگ می‌دانستند.
در این راستا تبلیغات سفیر آلمان، شاهزاده هانری فن رویس و مستشار نظامی آلمان (کنت کانیتس) بر مردم ایران بی تأثیر نبود. پخش بیانیه‌های ضد روسی و ضد انگلیسی در زمینه پایمالی حقوق ایرانیان، ویرانی "مملکت دارا و شاپور" و ذکر این جمله‌ها: "...این همان پیمان قیصر است که امروز طرفدار و ضامن استقلال کشور شیر و خورشید می‌شود..." و "... خون ایرانی هر قدر هم کدر باشد باز هم آرین است…" در خیابان‌های تهران یا پخش شایعه مسلمان شدن قیصر آلمان و تغییر نامش به قیصر محمد ویلهلم، شعر گفتن شاعران آن زمان در مدح او مانند ادیب پیشاوری و وحید دستگردی، نشان از جو مردم مرکز ایران دارد.
روسیه به ایران اولتیماتوم داد تا ویلیام مورگان شوستر را اخراج کند. با این حال، پس از خروج وی، روسیه همچنان به نفوذ خود در ایران ادامه داد. روسیه که پیش از این مجلس شورای ملی را تهدید کرده بود با نزدیک شدن به تهران (پایتخت ایران) باعث بحرانی شدن اوضاع تهران و انحلال مجلس شد.
محمدتقی بهار، در کتاب خود با نام تاریخ مختصر احزاب سیاسی ایران چنین شرایط واقعه را روایت کرده است:
... مجلس دوم در نتیجه اتمام حجت روس‌ها در مورد مستر شوستر، مستشار مالیه آمریکایی و اخراج او، تشنجی سخت به خود گرفت و نبرد عفیفی بین دموکرات و اعتدال در کار شد. عاقبت دموکرات‌ها مغلوب گردیدند و مستر شوستر از ایران رخت بر بست و مجلس هم در اواخر ۱۳۲۹ به سر آمد و ناصرالملک دیگر انتخابات را تجدید نکرد. بعد از بسته شدن مجلس از طرف دولت و نایب السلطنه تمام روسای حزب دموکرات و جمعی از افراد اعتدالی به قم تبعید شدند. جراید بسته شد، در ایالات هم پس از قصابی روس‌های تزاری، جراید دموکرات را بستند و مدیران آن‌ها را به تهران و جاهای دیگر تبعید کردند…— محمدتقی بهار (ملک الشعرای بهار)
روز هفتم محرم (۱۳۳۴ قمری) قرار بر این شد که شاه، هیئت دولت و نمایندگان مجلس از تهران به اصفهان حرکت کنند. به خواست رئیس الوزرا، سفیر آلمان و مستشار نظامی آلمان همراه آن‌ها می‌آمد. در طی این ماجرا، ژاندارم از اندرون کاخ سلطنتی تا دروازه حضرت عبدالعظیم صف کشیده بودند، چرا که احمد شاه می‌خواست در طی حمله روس‌ها، در تهران نباشد. در پی این اتفاق، مردم وحشت زده شدند. فردای آن روز، به پیشنهاد سپهسالار، کامران میرزا و صمصام السلطنه و مذاکرات با سفرای روس و انگلیس در پی حفظ سلطنت، شاه را منصرف کردند. ضمن این که شاه تمام مسئولیت‌های اداره حکومت را به هیئت دولت واگذار نمود، از تصرف تهران و انحطاط کامل نظام مشروطه ایران جلوگیری کرد. این کار سبب شد که روس‌ها تهران را اشغال نکنند. اما به طرف قم حرکت کردند.
مردم تهران نیز پس از این رخدادها با توجه به کمبود گندم و بارش برف در اواخر پاییز، چنین شعری را می‌خوانند:
| برف سپید لحاف گندم شده |  | نیروی روس حاکم مردم شده |

## مبارزه علیه اشغال مرکز ایران
فرمان‌های عالی جنگ جهانی اول (از جمله نقض حاکمیت ملی ایران) توسط روسیه پس از مرداد ۱۲۹۴ (اوت ۱۹۱۵) توسط آخرین امپراتور و فرمانروای مطلق سراسر روسیه، تزار نیکولای دوم صادر می‌شد. همچنین فرمانده سابق ارتش روسیه، گراند دوک نیکلا نیکلایویچ (پسرعموی تزار) به معاونت فرماندهی کل و فرماندهی ارتش جنوب و قفقاز منصوب شد.

### نیروها
حدود هشت‌هزار تا نه هزار سرباز روسی به‌منظور حفظ جان و مال اتباع روسیه در چهار مرحله وارد ایران شدند. در اواسط آبان ۱۲۹۴ (نوامبر ۱۹۱۵)، ژنرال یودنیچ که فرماندهی کمپین قفقاز را بر عهده داشت، دو ستون را به آذربایجان ایران اعزام کرد. یکی از آنها به فرماندهی ژنرال نیکولای باراتوف دستور داشت که به سمت جنوب غربی به سمت همدان و کرمانشاه پیش برود و راه را برای بغداد باز کند. ستون دوم از راه قم و کاشان به سمت اصفهان پیش رفت. در ۲۲ آبان (۱۴ نوامبر)، وزرای اتریش-مجارستان و آلمان، تهران را ترک کردند. نیروهای ایرانی متشکل از۶۰۰۰ ژاندارمری ایرانی (براساس خاطرات ایرج اسکندری، تعداد این ژاندارم‌ها در ایران ۱۲۰۰ نفر بوده است.)، حدود ۳۰۰۰ تن از نیروهای نامنظم ترک و تعدادی از عشایر ناراضی فارس متعهد شدند که نقاط استراتژیک را حفظ کنند. با این وجود، در اوایل آذرماه، تهران توسط ارتش قفقاز روسیه و داوطلبان ارمنی متحد آن تصرف شد.

#### حکمرانان نبرد
| احمد شاه قاجار | ایران ایران قاجاری - شاهنشاه شاهنشاهی ایران - سرپرست دودمان قاجار - فرمانده کل قوای ایران | نیکولای دوم | روسیه امپراتوری روسیه - شاهنشاه روسیه - پادشاه لهستان - گراندوک فنلاند |

#### فرماندهان ارشد نبرد
|  | ایران نیروهای مقاومت مردمی - فرمانده نیروهای مقاومت مردمی - عضو کمیته دفع - دولت مهاجرین | نیکولا نیکولاوئیچ | روسیه امپراتوری روسیه - ژنرال روسیه در جنگ جهانی اول |

### فتواها
مراجع تقلید آن زمان مانند محمدحسین نائینی، مهدی خالصی، آقانورالدین عراقی و آخوند خراسانی با صدور فتوای جهاد، حمایت خود را از حیدر و مبارزان علیه نیروهای انگلیسی و روسیه اعلام کردند.
در این زمان، حیدر لطیفیان به ساماندهی نیروهای مقاومت مردمی پرداخت. از این نیروهای مردمی به خاطر انفکاک با نیروهای ژاندارم، با عناوینی مانند چریک‌های مردمی یا چریک‌ها یاد شده است.

### آخرین مبارزه
قوای روسیه که وارد ایران شدند، تا رباط کریم آمدند چرا که می‌خواستند نفوذ کمیته دفاع ملی را بشکنند. حیدر و همرزمانش، فوج اول مبارزه بودند و فوج دوم در ساوه تشکیل می‌شود. بر اساس گفته محمدتقی بهار، شیوه جنگیدن آن‌ها به‌طور پارتیزانی بوده است.
نیروهای روسی مقابل حیدر که از طریق دریای خزر خود را رسانده بودند از اعضای زیر بودند:
1. چهاردهمین هنگ نارنجک‌انداز گرجستانی[۵۱]
2. شانزدهمین هنگ نارنجک‌انداز مینگرلیان از لشکر نارنجک‌انداز قفقازی[۵۱]
3. هنگ‌های لشکرهای ۲۱، ۳۹ و ۵۲ پیاده‌نظام با توپخانه و مسلسل.[۵۱]

حسن اعظام قدسی (اعظام الوزارة) درکتاب خاطرات خود به نام «خاطرات من» در مورد نخستین برخورد نظامی روس‌ها با نیروهای ملی می‌نویسد:
... قشون روس از یک طرف به روستای کُلمه (شهرک فجر، نسیم‌شهر) که بین راه رباط کریم به تهران واقع است می‌رسد، و مبارزین محلی از سه طرف محاصره می‌شوند روس‌ها تقریباً از یک فرسنگی شروع به بمباران منطقه می‌کنند، تا نزدیک غروب سنگرهای مبارزین محلی باتوپ بمباران می‌شود. ولی همهٔ افراد جان سالم به در می‌برند. اما هنگام غروب سواران پیاده‌نظام قشون روس نزدیکتر می شوندو جنگ با شمشیر آغاز و بعد از زد و خوردی خونین دست کم ۷۰ نفر کشته می‌شوند…— حسن اعظام قدسی
حیدر لطیفیان نیز همانند بقیه همرزمان خود کشته می‌شود. براساس روایات مردمان محلی روس‌ها با بریدن سرهای کشتگان، تشخیص اجساد را دشوار کردند.
تنها جسد قابل شناسایی حیدر لطیفیان بود که جسد او را در اطراف امامزاده در شمال روستای وهن آباد به خاک سپردند.

## زمان نبرد
دربارهٔ زمان رویداد نبرد، روایت‌های متفاوتی ذکر شده است که همگی متفق بر این هستند در هفته اول زمستان سال ۱۲۹۴ بوده است. این گزارش‌ها، زمان نبرد را در یکی از روزهای میان چهارشنبه ۳۰ آذر تا دوشنبه ۵ دی ماه ۱۲۹۴ گزارش کرده‌اند.
1. براساس گزارشی که خبرگزاری تابناک انجام داده، این رویداد در ۲۷ دسامبر ۱۹۱۵ میلادی[۲] رخ داده که برابر با ۵ دی ماه سال ۱۲۹۴ خورشیدی و برابر با ۱۹ ماه صفر ۱۳۳۴ قمری است.
2. بر اساس خاطرات حسن اعظام قدسی در جلد اول کتاب خاطرات من (منتشر سال ۱۳۴۲)، تاریخ این رویداد، ۱۴ صفر ۱۳۳۴ قمری است که برابر با ۳۰ آذرماه ۱۲۹۴ خورشیدی و ۲۲ دسامبر ۱۹۱۵ میلادی است.[۵۲]
3. براساس بخش امروز در تاریخ روزنامه اطلاعات، چاپ شنبه ۲ دی ۱۴۰۲ خورشیدی، تاریخ این رویداد در دو روز ۱ و ۲ دی سال ۱۲۹۴ خورشیدی برابر با ۱۵ و ۱۶ صفر ۱۳۳۴ قمری و برابر با ۲۳ و ۲۴ دسامبر ۱۹۱۵ میلادی است.[۵۴]

## نتیجه نبرد
اگر تهران (پایتخت سلطنتی ایران) به تصرف ارتش روسیه درمی‌آمد، ایران به یکی از مستعمرات دائمی روسیه تزاری تبدیل می‌شد. به دلیل مقاومت مردمی در نبرد رباط کریم (هرچند نیروهای مقاومت مردمی ایران و حیدر لطیفیان - فرمانده نبرد - کشته شدند) زمان برای جداسازی پایتخت دولت و پایتخت سلطنت فراهم شد و بدین ترتیب ایران از خطر فروپاشی کامل نجات یافت. اگرچه نتیجه این نبرد پیروزی روس‌ها بود، اما در هدف بزرگتر، ایران در طول اشغال در جبهه خاورمیانه جنگ جهانی اول حفظ شد و هرگز مستعمره هیچ کشوری نشد.

## پس از نبرد

### در نگاه دیگران

#### احمد متین‌دفتری
احمد متین دفتری (بعدها نخست‌وزیر رضاشاه) در خاطرات خود از سرنوشت غم‌انگیز و کشته شدن این نیروهای مقاومت یاد می‌کند.

#### عبدالحسین میرزا فرمانفرما
پس از شکست مقاومت مردمی رباط‌کریم و کشته شدن او، عبدالحسین فرمانفرما، از طریق تلگرافی که به اصفهان مخابره شد، اعلام تاسف نمود و به کمیته دفاع ملی بیان داشت که:
«... به حکم اجبار و الجا ناچار به سکوت می‌شوم تا آقایان اضافه بر امتحانات هفت هشت ساله و امتحانات ساوه و رباط‌کریم، یک امتحان دیگر هم در اصفهان بنمایند و به قوه اجبار، قشون اجنبی را وسط خاک ایران- که اصفهان باشد- دعوت نمایند …»— عبدالحسین میرزا فرمانفرما